# أوناتل

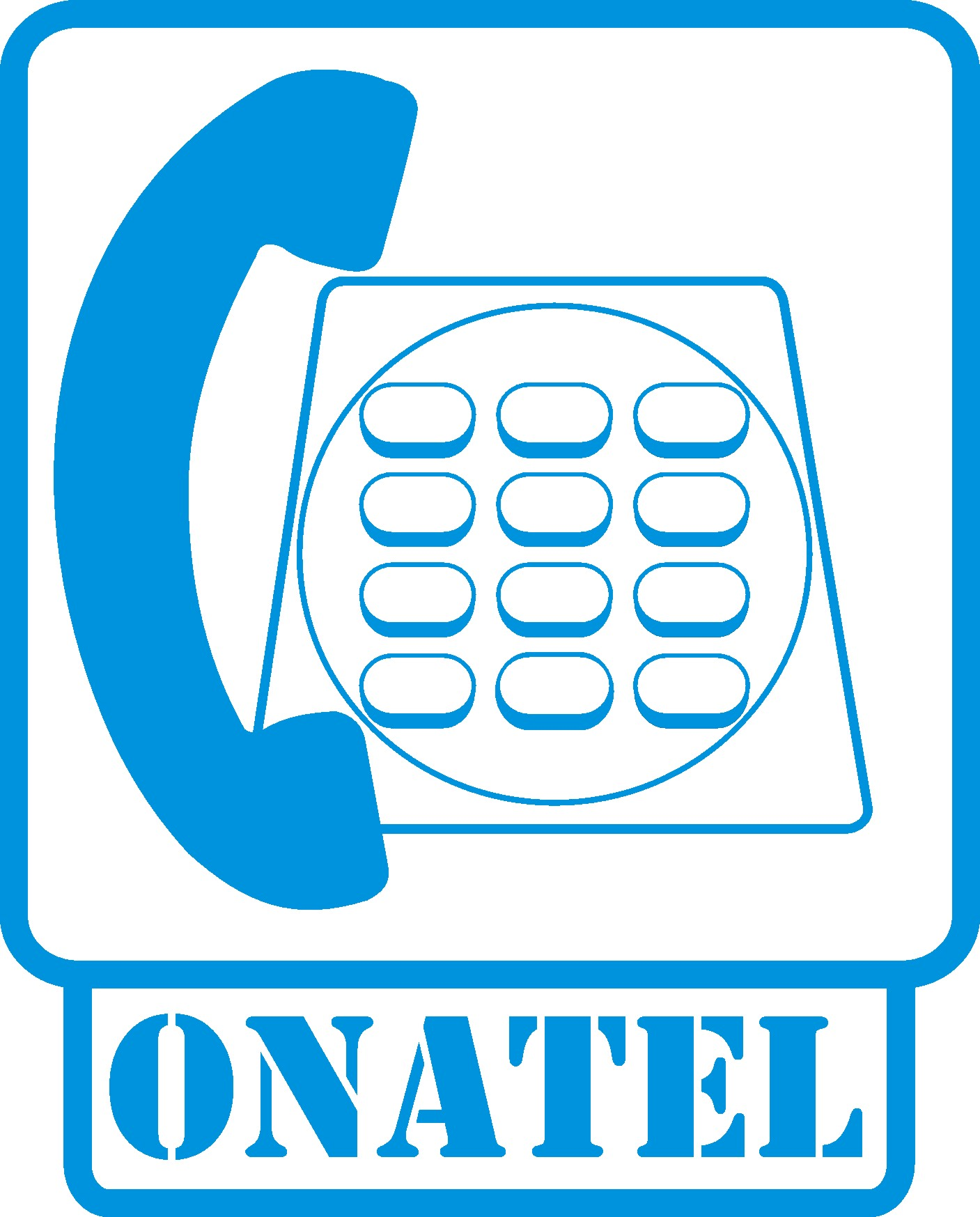

أوناتل،( بالفرنسية L'office National des Télécommunications الوكالة الوطنية للاتصال ONATEL) هي شركة للدولة في بوركينا فاسو تأسست في 2 نوفمبر 1994 ويبلغ رأسمالها 12.000.000.000 فرنك س ف ا وهي المشغل التاريخي للاتصال في البلاد وتكمن مهمتها في تزويد أكبر عدد من المواطنين بخدمة الاتصال ذات جودة عالية وبمقابل أقل.
في بداية 2006 أصبحت اتصالات المغرب تسيطر على 51% من رأسمال الشركة.
ونشاطات أوناتل تتمحور أساسا على:
- الهاتف التابت والمتنقل.
- نقل المعطيات والمعلومات.
- الدخول إلى الانترنيت.